# ГЕС Meldahl
ГЕС Meldahl — гідроелектростанція на межі штатів Кентуккі і Огайо (Сполучені Штати Америки). Знаходячись між ГЕС Greenup (вище за течією) та ГЕС Markland, входить до складу каскаду на річці Огайо, великій лівій притоці Міссісіпі (басейн Мексиканської затоки).
На початку 1960-х річку перекрили бетонною греблею довжиною 535 метрів, яка включає судноплавні шлюзи з розмірами камер 366х34 метри та 183 × 34 метри. Вона також утримує витягнуте по долині Огайо на 153 км водосховище з площею поверхні 87,8 км2, при цьому рівень у верхньому та нижньому б'єфі знаходиться на позначках 148 та 139 метрів НРМ відповідно.
У 2010—2016 роках провели вибірку ґрунту на лівому березі та подовжили споруду за рахунок машинного залу, що потребувало 85 тис. м3 бетону. Тут розмістили три бульбові турбіни потужністю по 35 МВт, які при напорі у 9 метрів повинні забезпечувати виробництво 558 млн кВт·год електроенергії на рік.
Видача продукції відбувається по ЛЕП, розрахованій на роботу під напругою 138 кВ.